# Limotettix angustatus
Limotettix angustatus är en insektsart som beskrevs av Henry Fairfield Osborn 1915. Limotettix angustatus ingår i släktet Limotettix och familjen dvärgstritar. Inga underarter finns listade i Catalogue of Life.